# Jay Adams

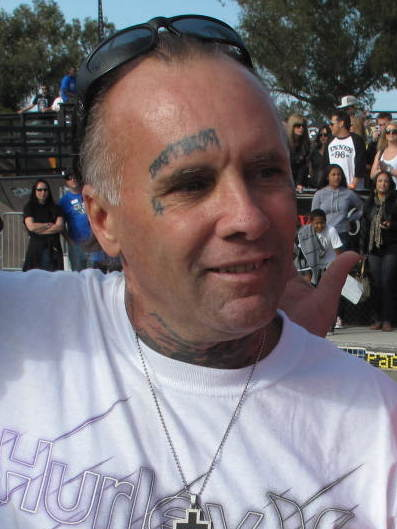
Jay Adams (2011)

Jay Adams (* 3. Februar 1961 in Los Angeles, Kalifornien; † 14. August 2014 in Puerto Escondido, Mexiko) war ein US-amerikanischer Profiskateboarder und Mitglied der ursprünglichen Z-Boys. Er wurde als die treibende Kraft für den heutigen Freestyle-Skatesport angesehen und galt als einer der einflussreichsten Skateboarder.

## Biografie
Adams wuchs in armen Verhältnissen in Venice Beach, Kalifornien (in der Dogtown-Gegend) auf und traf schon in sehr jungen Jahren auf die legendären Z-Boys, das in der heruntergekommenen Bucht der Stadt (Pacific Ocean Park Pier) unter gefährlichen Verhältnissen surfte. Durch die harten Verhältnisse kam er schon sehr früh in Kontakt mit Alkohol, Gewalt und Drogen, was auch sein späteres Leben prägte.
Die Wiederentdeckung des Skateboards mit einem neuen Radmaterial (Polyurethane) brachte Adams mit der neuen Z-Boys-Generation zusammen, die das Surfen auf die Straße bringen wollte. Er war dabei eine der prägendsten Figuren neben Tony Alva, Stacy Peralta und Peggy Oki und eröffnete für die Z-Boys 1975 den zu dieser Zeit berühmtesten Skatewettbewerb in Del Mar, wo er mit 13 Jahren der jüngste Teilnehmer war und den 3. Platz in der Disziplin Freestyle belegte. Er war damit auch das erfolgreichste männliche Mitglied der Z-Boys neben Peggy Oki, die den Damenwettbewerb in der Freestyle-Disziplin gewann.
Als die Z-Boys einen explosionsartigen Aufstieg erlebten und ihre Kollegen Profikarrieren begannen und um die Welt tourten, wandte Adams sich bald vom Profisport ab, wodurch sich seine Situation drastisch verschlechterte. Er verurteilte von Anfang an die Kommerzialisierung der Disziplin und nahm nach kurzer Zeit aus Protest nicht mehr an Wettbewerben teil. Drogen- und Gewaltexzesse prägten die folgenden Jahre. Mehrere Entzugsprogramme halfen nur wenig, Jay Adams war nach seinen Entlassungen meist nur kurz auf freiem Fuß. Zuletzt lebte er auf Hawaii, wo er eine weitere Strafe im Gefängnis wegen Drogenmissbrauch verbüßen musste. Obwohl Jay Adams seine Zeit im Gefängnis den Drogen verdankte, machte er sich als Kämpfer gegen Drogen stark und betrieb Prävention auf diesem Gebiet. Er arbeitete an Projekten, um jungen Skatern klarzumachen, dass Drogen nicht nötig sind, um zur Szene zu gehören.
Das ehemalige Z-Boys-Mitglied Nathan Pratt nannte Adams „the world’s greatest natural skater“, also den „weltweit besten Natural Skater“. Jay Adams erscheint in der von Stacy Peralta gemachten Dokumentation Dogtown & Z-Boys. In der von Hollywood im Jahr 2005 veröffentlichten Produktion Dogtown Boys wird Adams von Emile Hirsch dargestellt.
2014 starb Adams mit 53 Jahren an einem Herzanfall.

## Trivia
Jay Adams unterschrieb all seine Korrespondenz mit „Jay Adams 100% Skateboarder For Life“.
Er hat, verglichen mit den anderen Z-Boys wie Stacy Peralta oder Tony Alva, nie den großen kommerziellen Erfolg gesucht, sondern identifizierte sich mit dem Spaß am Sport selbst.
Adams gab auch in späteren Jahren noch an, nach wie vor jeden Tag zu skaten (Pool, Pipe, Ramps etc.).